# Dmitrii Rive
Dmïtrïy Rïve (Kazachs: Дмитрий Рив) (Astana, 19 april 1995) is een Kazachs wielrenner die anno 2018 rijdt voor Apple Team.

## Carrière
Als junior werd Rïve in 2012 nationaal kampioen tijdrijden door het parcours sneller af te leggen dan Viktor Okisjev en Sergey Lwşşenko, die op de dichtste ereplaatsen eindigden. Een dag later kwam enkel Artwr Fedosejev eerder over de finish in de wegwedstrijd. In september werd hij veertiende op het wereldkampioenschap tijdrijden, waar winnaar Oskar Svendsen 44 seconden sneller was. In 2013 won hij het Aziatische kampioenschap tijdrijden, de eerste etappe en het eindklassement van de 3-Etappen-Rundfahrt en het nationale kampioenschap tijdrijden. Op het wereldkampioenschap werd hij achtste in de tijdrit.
In 2014 werd Rïve, achter Daniil Fominykh en Oleg Zemlyakov, derde op het nationale kampioenschap tijdrijden voor eliterenners.

## Overwinningen
2012
 Kazachs kampioen tijdrijden, Junioren
2013
 Aziatisch kampioen tijdrijden, Junioren
1e etappe 3-Etappen-Rundfahrt, Junioren
Eindklassement 3-Etappen-Rundfahrt, Junioren
 Kazachs kampioen tijdrijden, Junioren

## Ploegen
- 2014 –  Continental Team Astana
- 2017 –  Keyi Look Cycling Team
- 2018 –  Apple Team

Axmetov · Ayazbajev · Benfatto · Bïjigitov · Davïdenok · Fedosejev · Gackïy · Galejev · Ïşanov · Koelimbetov · Majdos · Okïşev · Panassenko · Pernebekov · Qojatajev · Rive · Scartezzini · Semenov · Şemyakïn
Adïlov · Ayazbajev · Davïdenok · Fedosejev · Galejev · Gackïy · Gladïlïn · Gorbwşïn · Lavrentev · Lwkyanov · Rïve · Şşerbïnïn · Wsmanov · Zaycev · Zemlyakov